# Venucia D60
Venucia D60 — компактный четырёхдверный седан, выпускаемый подразделением Venucia компании Dongfeng с 2017 года.

## Описание
Venucia D60 дебютировал в Китае в конце 2017 года на базе Nissan Sylphy. Автомобиль оснащён 1,6-литровым двигателем HR16DE, который сочетается в паре с пятиступенчатой механической или же с бесступенчатой трансмиссией. Цены варьировались от 69800 до 111800 юаней.

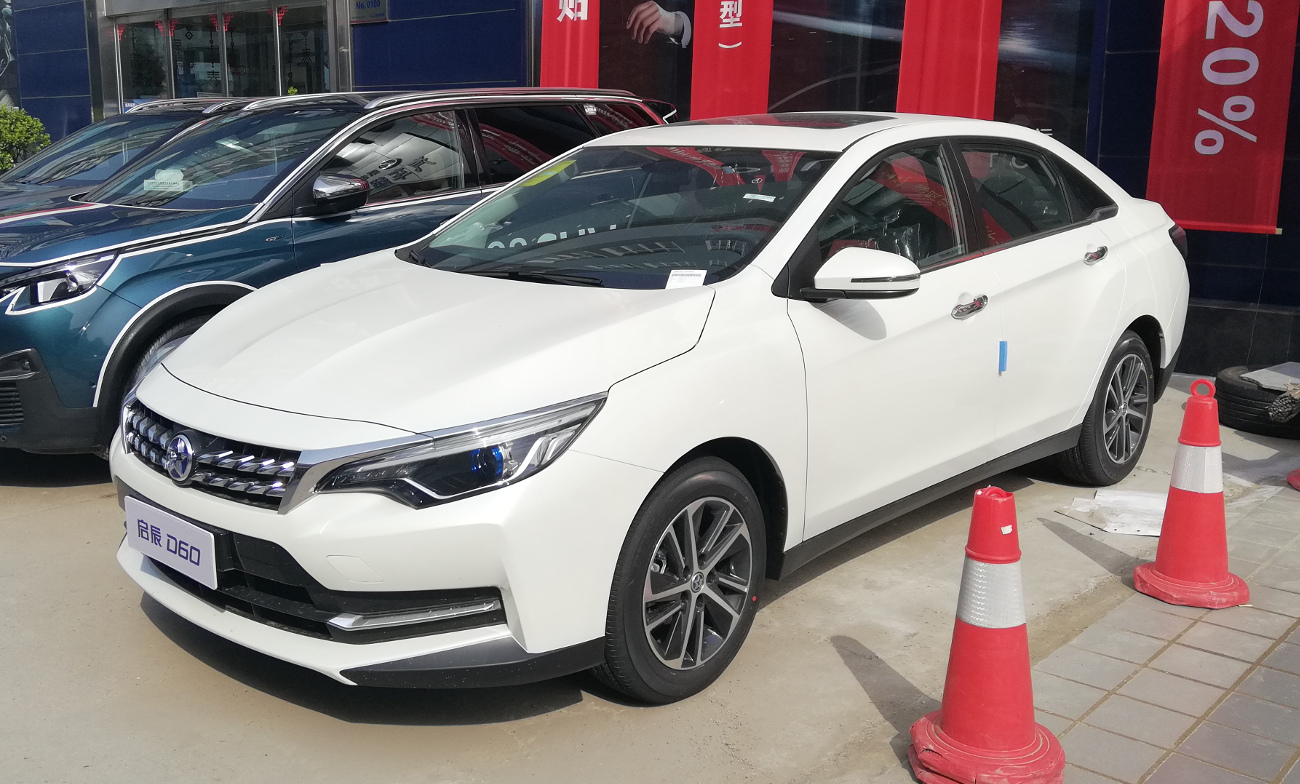
Вид спереди
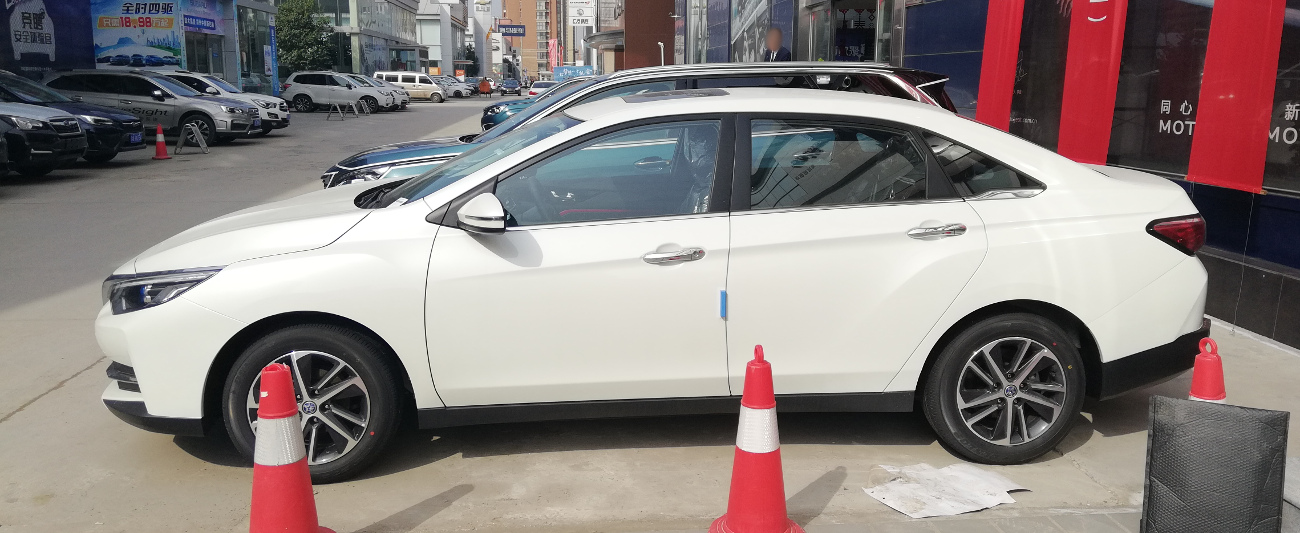
Вид сбоку
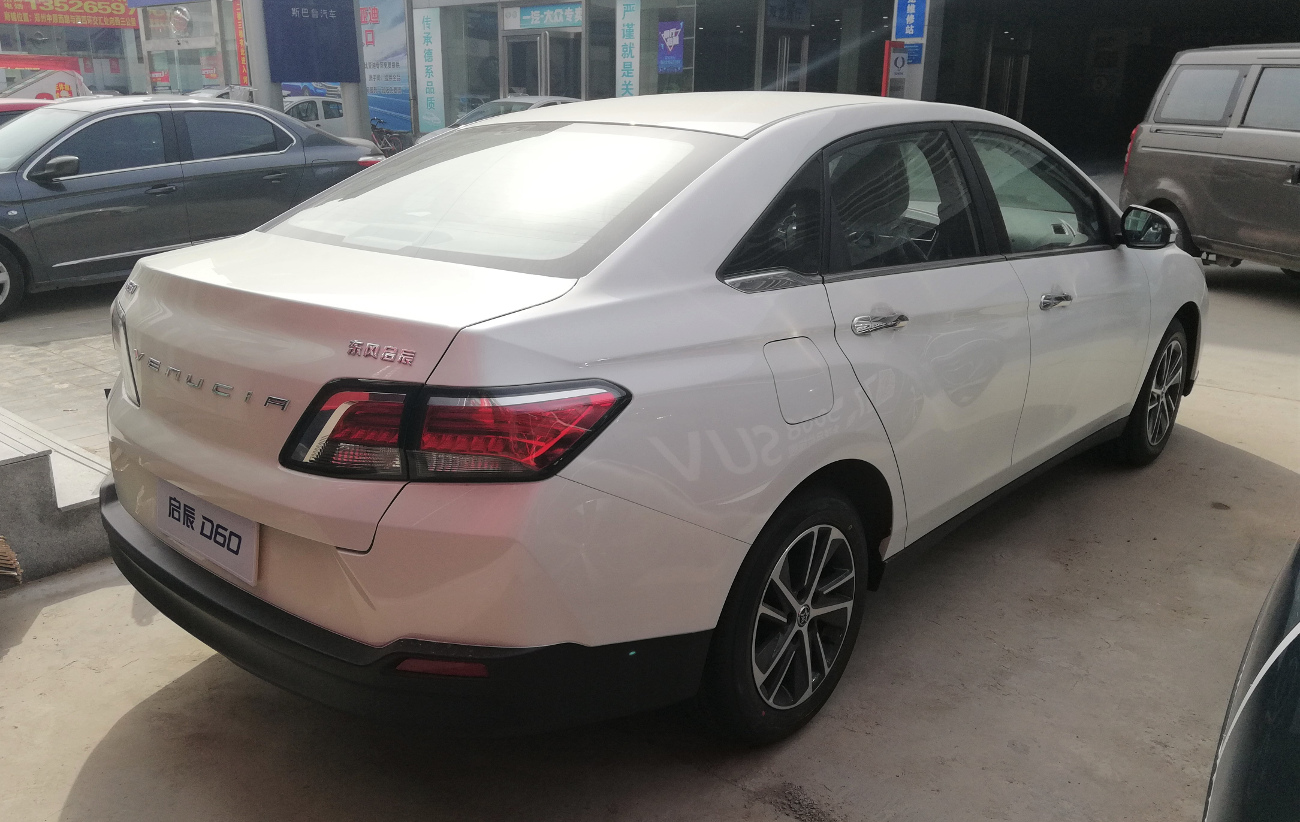
Вид сзади

### Фейслифтинг 2019
В апреле 2019 года Venucia D60 прошёл фейслифтинг. Изменения коснулись радиаторной решётки.

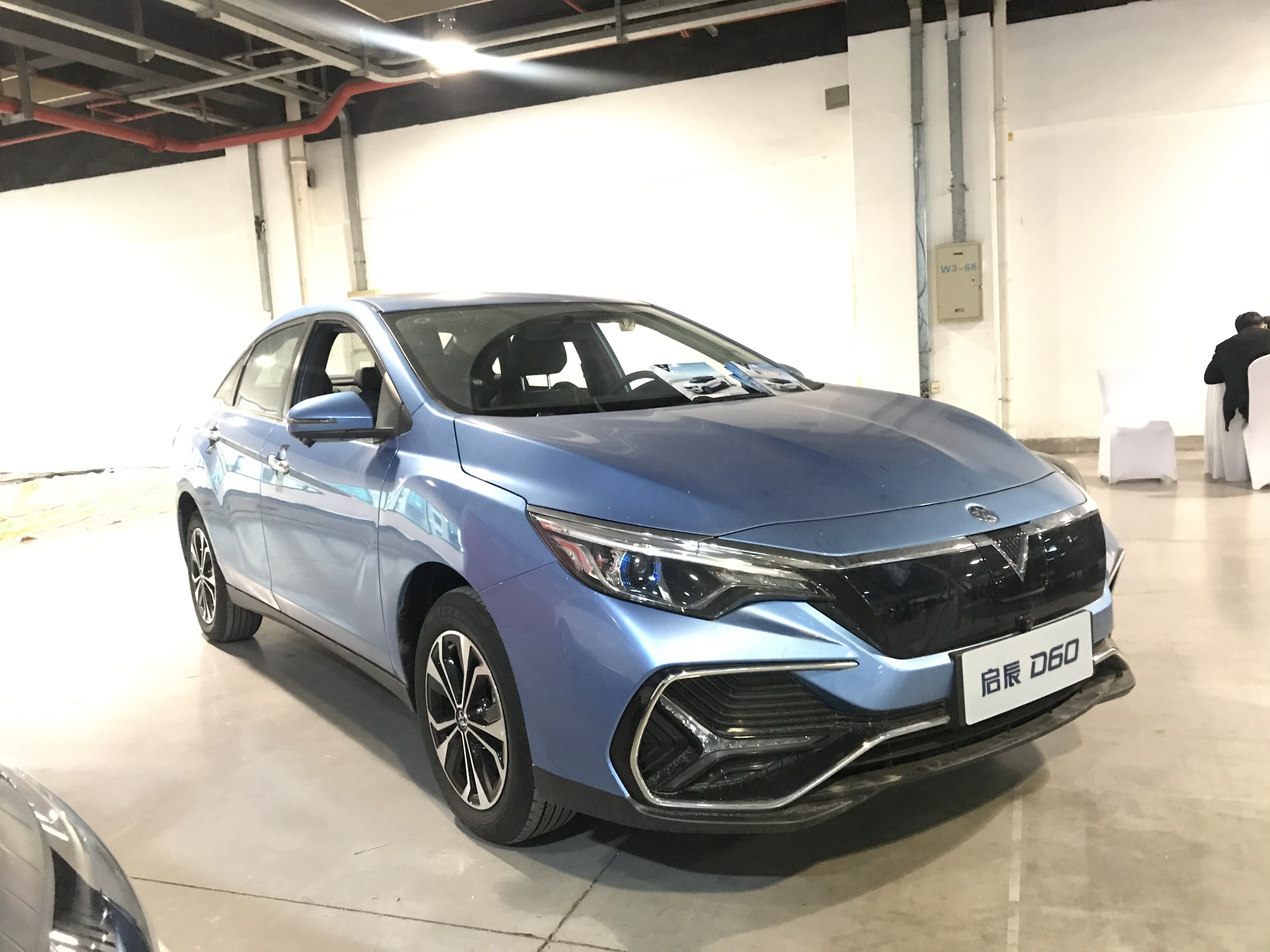
Вид спереди
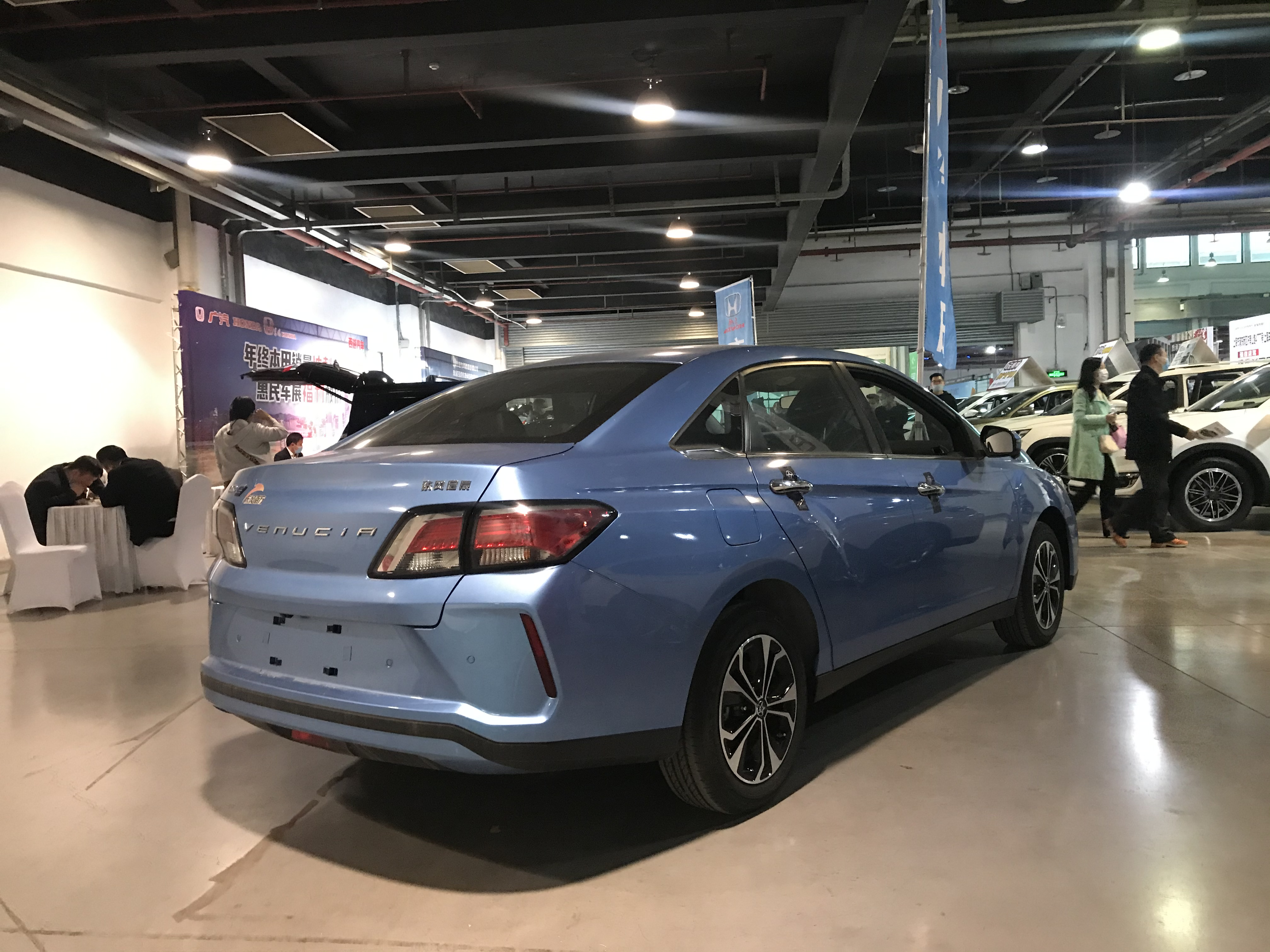
Вид сзади

### Venucia D60 Plus
Venucia D60 Plus был представлен в 2021 году. Он оснащён тем же 1,6-литровым двигателем HR16DE, который так же сочетается в паре с пятиступенчатой механической или же с бесступенчатой трансмиссией. В результате редизайна размер кузова был удлинён на 5 мм.

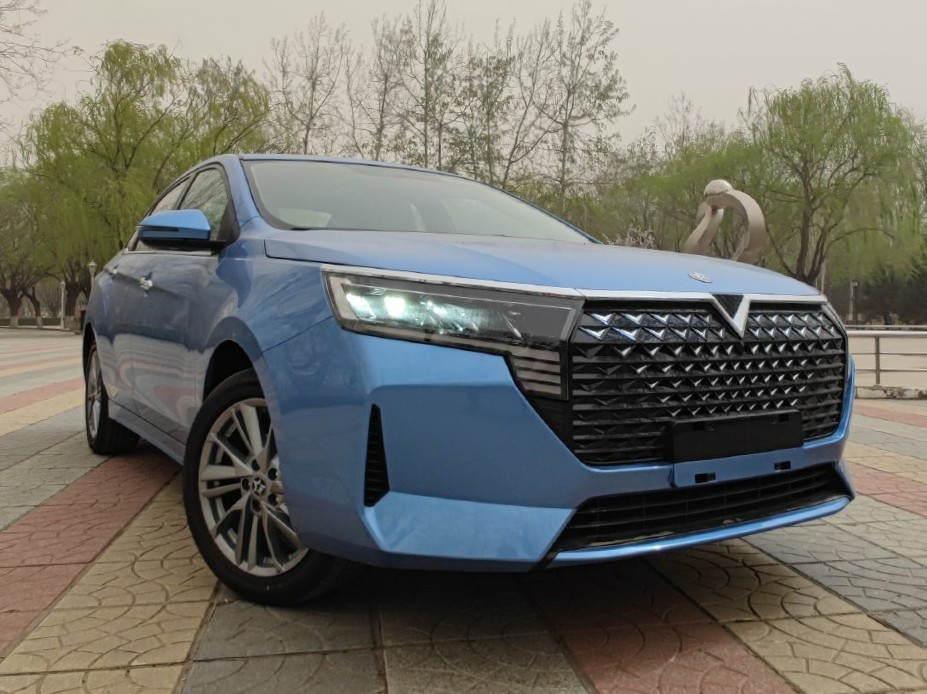
Вид спереди
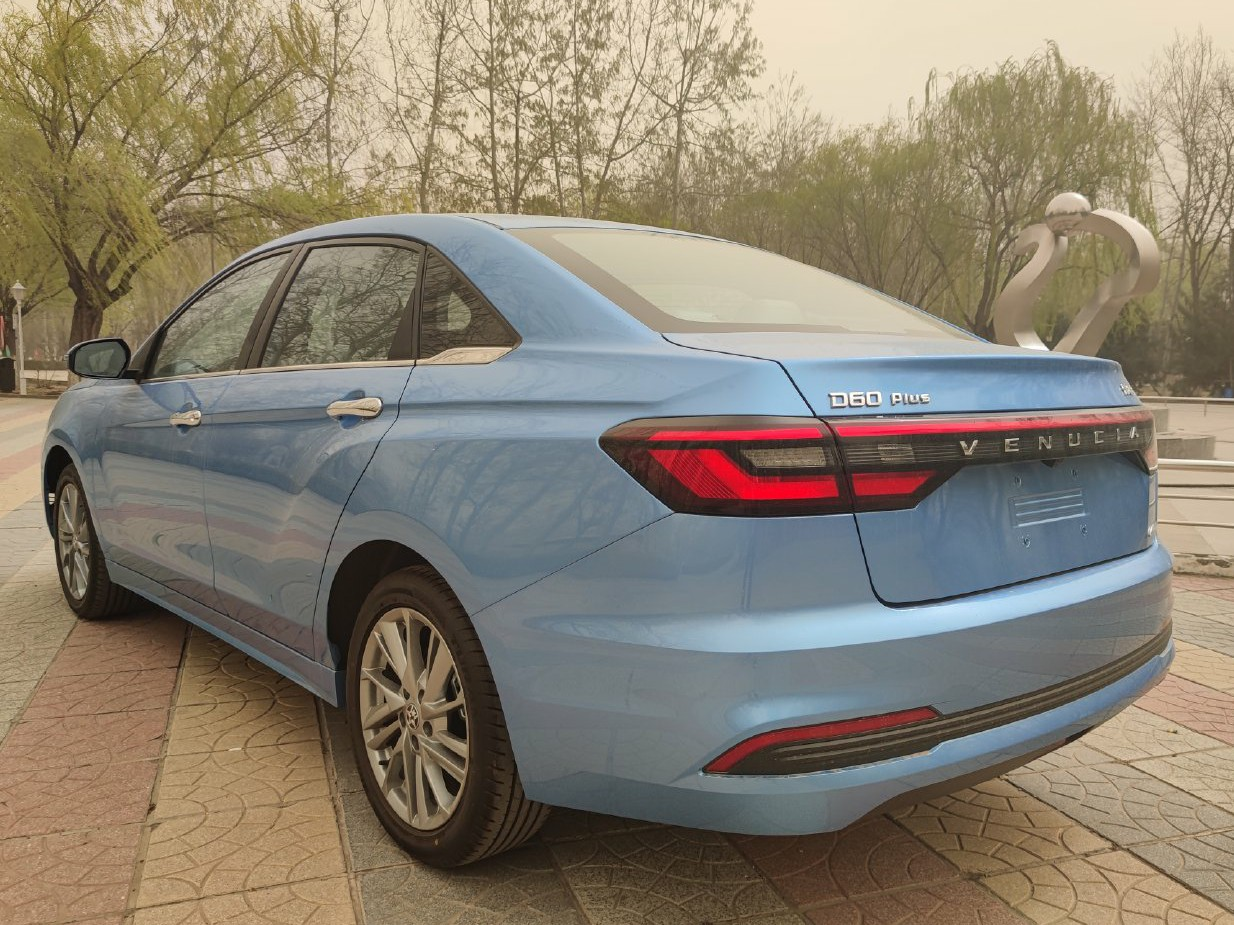
Вид сзади

## Venucia D60EV
Venucia D60EV является электромобилем на базе D60. Впервые он был представлен в 2019 году на Шанхайском автосалоне, а продажи начались в сентябре 2019 года. D60EV оснащён тройным литиевым аккумулятором ёмкостью 58 кВт·ч, а запас хода составляет 481 км по циклу NEDC.

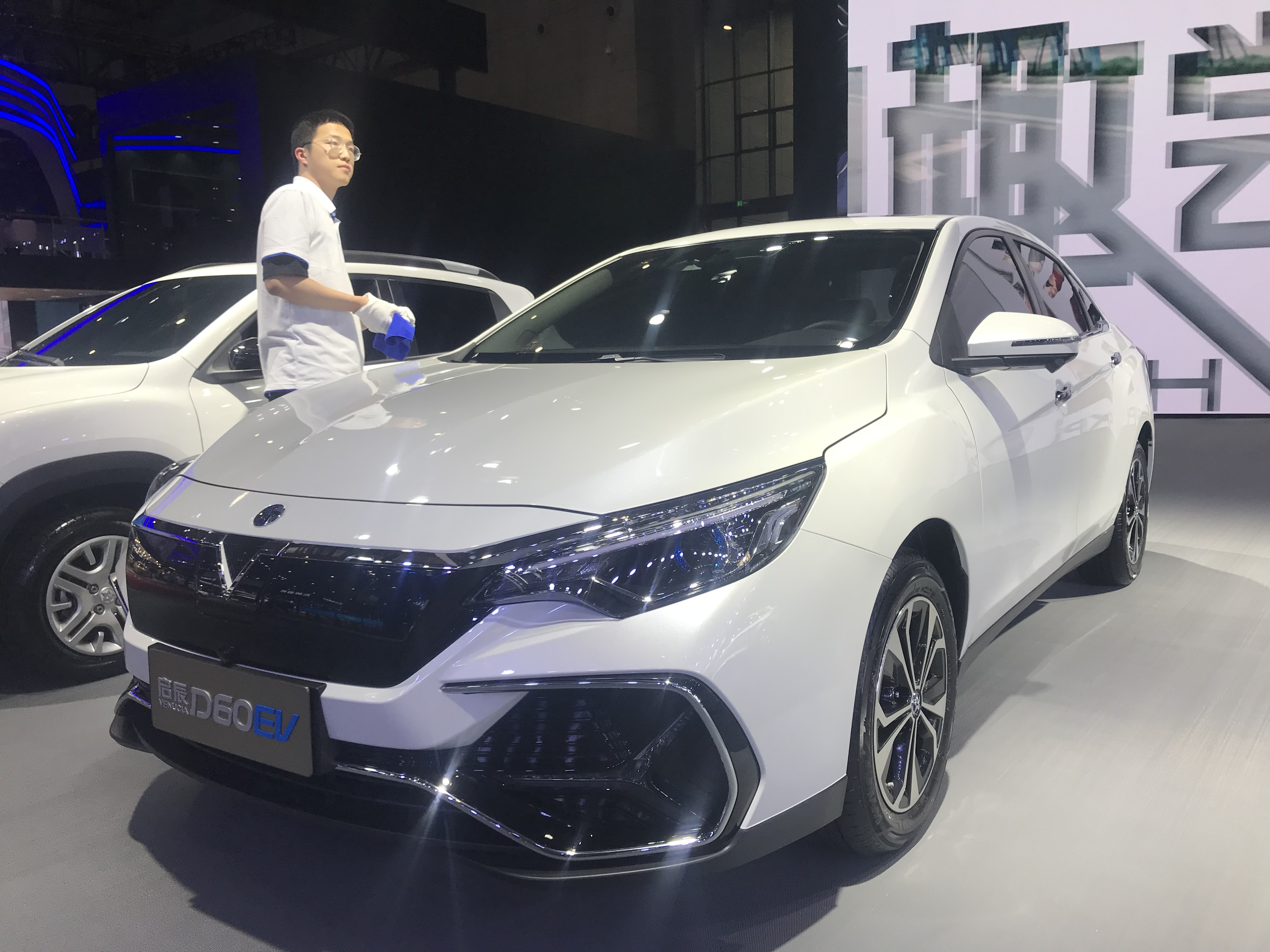
Вид спереди
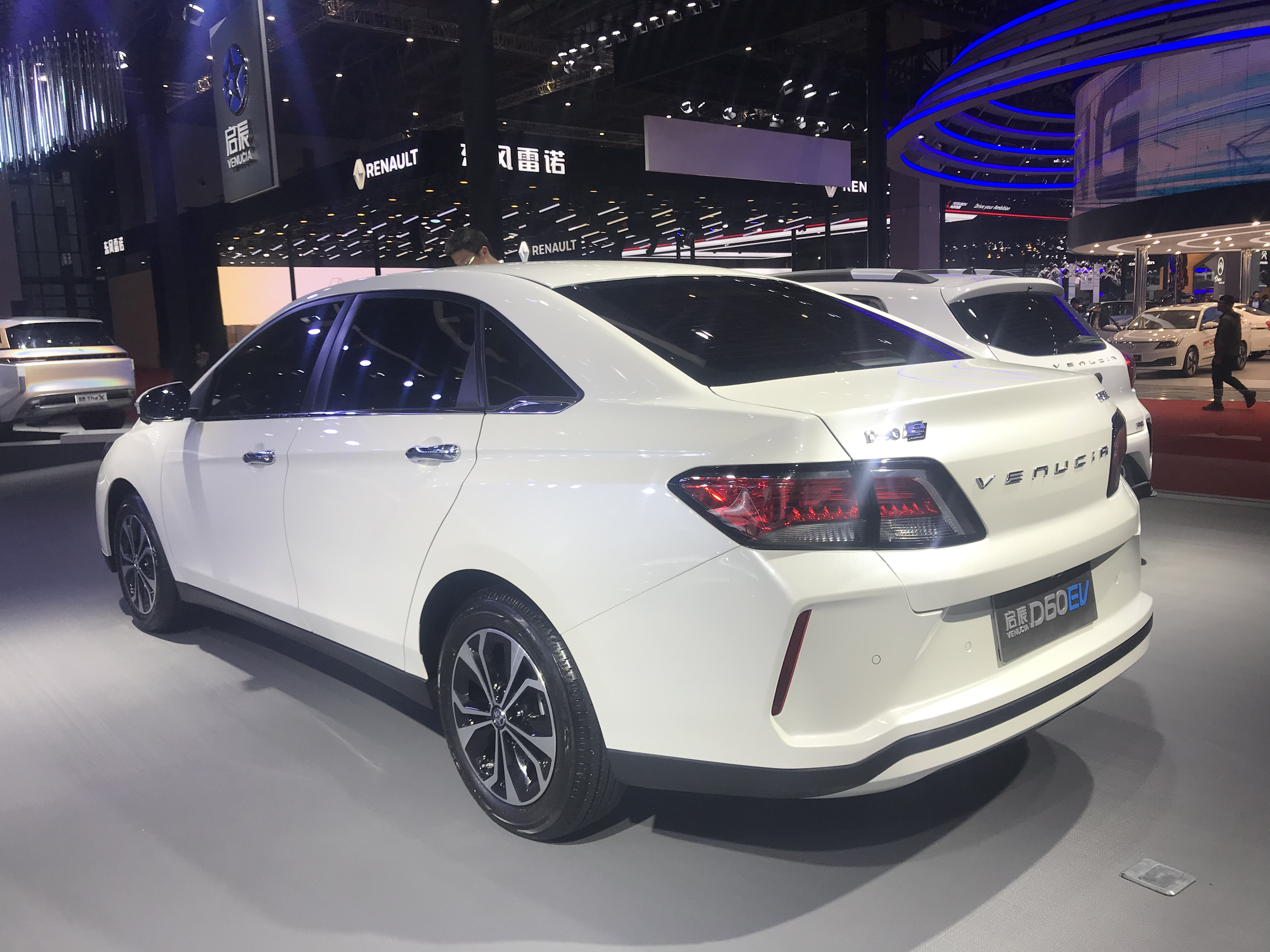
Вид сзади